# گمینا چاستاره
گمینا چاستاره (به لهستانی:  Gmina Czastary) یک گمینا در لهستان است که در شهرستان ویروشوف واقع شده‌است. گمینا چاستاره ۶۲٫۶۷ کیلومتر مربع مساحت و ۴٬۰۴۱ نفر جمعیت دارد.